# Worthington (Ohio)
Worthington è una città degli Stati Uniti d'America, situata nello Stato dell'Ohio, nella contea di Franklin. La città fa parte dell'area metropolitana di Columbus.
Il nome è un omaggio a Thomas Worthington, sesto governatore dell'Ohio.